# Françoise Pollet
Françoise Pollet, (*10 de septiembre de 1949, Boulogne-Billancourt (Hauts-de-Seine), Francia) es una soprano francesa de destacada actuación internacional en óperas clásicas y contemporáneas durante la década 1985-1995.
Estudió violín y canto en Múnich con Ernst Haefliger. En 1983 debutó en la ópera de Lübeck como la Mariscala de El caballero de la rosa de Richard Strauss.
Siguió una breve carrera internacional con personajes de Hector Berlioz, Richard Wagner, Massenet, Gounod, Giuseppe Verdi, Olivier Messiaen y Pierre Boulez. Concentró su actividad en recitales acompañada por piano u orquesta en obras de Duparc, Liebermann, Hugo Wolf, Schumann, las Cuatro últimas canciones de Richard Strauss, las Canciones tempranas de Alban Berg, Las noches de estío (Les nuits d'eté) de Berlioz y las Wesendonck Lieder de Wagner.
Tomó parte en el estreno de Reigen de Philippe Boesmans en el Teatro de la Moneda en Bruselas y en 1995 en Freispruch fur Medea de Rolf Liebermann. Interpretó también La voz humana de Poulenc.
En 1993 cantó en el Metropolitan Opera como Casandra en Les Troyens de Berlioz y en el Teatro Colón de Buenos Aires como Donna Anna de Don Giovanni de Mozart. Su actividad se concentró en París y otras ciudades de Francia y Suiza.
En 1993, grabó en Montreal el rol de Dido en la versión integral de Les Troyens dirigida por Charles Dutoit con Deborah Voigt (Casandra) y Gary Lakes (Eneas). Ha grabado el Gloria de Poulenc, los Poemes pour Mi de Messiaen y Elektra de Louis Théodore Gouvy.
Desde 2002 enseña en el conservatorio de Lyon. Fue condecorada con la Legión de Honor.